# 山村秀夫
山村 秀夫（やまむら ひでお、1920年1月23日 - 2017年11月25日）は、日本の麻酔学者。東京大学名誉教授。旧姓は茂木。

## 略歴
埼玉県熊谷市出身。旧制埼玉県立熊谷中学校、旧制静岡高等学校、東京帝国大学医学部卒業。1948年医学博士。東京大学医学部助教授、1956年教授となる。1978年東京大学医学部長となる。1980年定年退官、名誉教授、東京専売病院長。1990年康済会病院理事長、1998年日本救急医療財団理事長。麻酔専門医制度の発足や日本麻酔学会の創設に参加し、1982年山村記念賞が設けられた。

## 著書
- 『臨床麻酔学』医歯薬出版 1954
- 『痛みの征服 麻酔科医の誕生』日本経済新聞社 日経新書 1966
- 『いたみの臨床』金原出版 1979

### 共編著
- 『外科診断技術双書 第1集 手術危険度』山本亨共著 医学書院 1958
- 『各科麻酔の実際』編 医学書院 1961
- 『目でみる麻酔』編 南江堂 1962
- 『酸-塩基平衡の臨床』編 朝倉書店 1966
- 『現代外科学大系 第2 麻酔』石川浩一等共著 中山書店 1968
- 『人工呼吸の基礎と臨床』編 真興交易 1968
- 『臨床麻酔学全書』稲本晃,岩月賢一共編 金原出版 1969
- 『外傷患者の救急処置 キーポイントと最近の動向-』編 真興交易株式会社医書出版部 1970
- 『酸塩基平衡ハンドブック』編 真興交易株式会社医書出版部 1970
- 『神経薬理の基礎と臨床』編集 真興交易医書出版部 1973
- 『臨床麻酔学書』編 金原出版 1978
- 『ショックの臨床』編集企画 金原出版 外科mook 1979
- 『麻酔のすべてと痛みの治療』橘直矢共著 メディカルリサーチセンター 疾病と薬物療法シリーズ 1979
- 『いざというときの救急医療』美濃部嶢共編 有斐閣選書 1980
- 『痛みを診断する 危険信号の読み方』美濃部嶢・天野恵市共編 有斐閣選書 1984
- 『新臨床麻酔学全書』全5巻 青地修、吉武潤一、天羽敬祐、森健次郎、諏訪邦夫共編 金原出版 1983-85
- 『わかりやすい初期救急医療』編 メディカルトリビューン 1986
- 『急性循環不全の病態と治療』編 メディカルトリビューン 1988
- 『臨床ドラッグインフォメーション 処方の基礎知識とその実践例 DI集』高久史麿,黒川清,矢崎義雄共総編集 広川書店 1990

### 翻訳
- ペンシルバニヤ大学麻酔学教室編『麻酔の実際』中村光子共訳 協同医書出版社 1957
- トーマス・E.キイズ『麻酔の歴史』森川賢一共訳 克誠堂出版 1967
- Robert W.Winters『医学における酸塩基平衡の生理』真興交易医書出版部 1972
- Robert D.Dripps, James E.Eckenhoff,Leroy D.Vandam『麻酔学序説 第4版』監訳 諏訪邦夫,橘直矢,清水礼寿訳 医学書院 1974
- バーチ編『臨床における救急治療の実際』高久史麿共監訳 広川書店 1978
- Robert H.Dreisbach『中毒ハンドブック』監訳 広川書店 1979
- S.リプトン『今日の麻酔 1　慢性痛の治療』海藤薫共訳 朝倉書店 1981
- Mark Swerdlow 編『痛みの治療』監訳 真興交易医書出版部 1983
- Malasanos ほか『図説診察マニュアル』監訳 広川書店 1983
- Beverly Witter Du Gas『新しい看護マニュアル これからのケア』内田卿子共監訳 広川書店 1984
- Katharine E.Reichert『プライマリィ・ケア 臨床医マニュアル』監訳 広川書店 1984
- Jordan Katz『局所麻酔アトラス』監訳 丸善 1986
- James L.Berk, James E.Sampliner編『クリティカルケア・ハンドブック』美濃部嶢共監訳 メディカル・サイエンス・インターナショナル 1986

## 論文
- <山村秀夫